# Swartzia cubensis
Swartzia cubensis, auch Katalox oder Mexican (royal) ebony sowie Bastard rosewood, ist eine Pflanzenart aus der Gattung Swartzia in der Unterfamilie der Schmetterlingsblütler (Faboideae) innerhalb der Familie der Hülsenfrüchtler (Fabaceae). Dieser Baum mit sehr hartem und schwerem Holz wächst in Kuba und dem südöstlichen Mexiko bis ins nördliche Zentralamerika.

## Beschreibung

### Vegetative Merkmale
Swartzia cubensis wächst als meist immergrüner Baum und erreicht Wuchshöhen von bis über 25 Meter und Stammdurchmesser von bis über 35 (selten bis zu 50) Zentimeter. Es werden Wurzelanläufe oder kleinere Brettwurzeln gebildet. Die bräunliche bis gräuliche, feinere bis gröbere Borke ist rissig bis schuppig oder abblätternd.
Die wechselständig angeordneten Laubblätter sind in Blattstiel und -spreite gegliedert. Der bei einer Länge von 2 bis 3 Zentimeter relativ kurze und fein behaarte Blattstiel ist kantig bis knapp geflügelt. Die Blattrhachis ist kantig bis geflügelt, fein behaart und 8 bis 18 Zentimeter lang. Die unpaarig gefiederte Blattspreite enthält bis zu 17 Fiederblättchen. Die sehr kurz gestielten, leicht ledrigen, bei einer Länge von bis zu 12 Zentimeter eiförmigen bis verkehrt-eiförmigen oder elliptischen, lanzettlichen Blättchen sind ganzrandig mit spitzem bis zugespitztem, seltener stumpfem oberen Ende. Die Blättchen sind unterseits heller, schwach behaart und oberseits dunkel-grün sowie fast kahl. Es sind kleine Nebenblätter und winzige Nebenblättchen vorhanden.

### Generative Merkmale
Die relativ kurzen und fein behaarten traubigen Blütenstände enthalten viele kurz gestielte Blüten.
Dien zwittrigen, grünlichen Blüten besitzen eine einfache Blütenhülle. Kronblätter fehlen. Es sind drei oder vier kleine, außen schwach behaarte, zurückgelegte, ledrige Kelchblätter vorhanden. Es sind außen bis zu 10 lange, dickere und innen bis zu 20 kurze, dünne Staubblätter vorhanden. Das einzige Fruchtblatt ist oberständig, kahl,  länglich und kurz gestielt. Es ist ein kurzer, gebogener Griffel vorhanden.
Die bei einer Länge von 3 bis 6 Zentimeter relativ kleinen und eiförmigen bis verkehrt-eiförmigen oder ellipsoiden Hülsenfrüchte sind orange-gelbe, kahle, ledrige, etwas aufgeblasen, bespitzt und enthalten ein oder zwei Samen. Die zweisamigen Früchte sind an den Samen eingeschnürt. Die beigen Samen sind bei einer Länge von 1,3 bis 2 Zentimeter eiförmig bis ellipsoid und fast ganz von einem roten, zerschlitzten Arillus umhüllt.

## Vorkommen
Swartzia cubensis kommt auf Kuba und vom südöstlichen Mexiko, über Belize, Guatemala bis Honduras vor.

## Taxonomie
Die Erstbeschreibung erfolgte 1926 unter dem Namen (Basionym) Tounatea cubensis durch Nathaniel Lord Britton und Percy Wilson in Bulletin of the Torrey Botanica Club, Band 53, Seite 460. Die Neukombination zu Swartzia cubensis (Britton & P.Wilson) Standl. wurde 1935 durch Paul Carpenter Standley in Publications of the Carnegie Institution of Washington, Band 361, Seite 61 veröffentlicht.

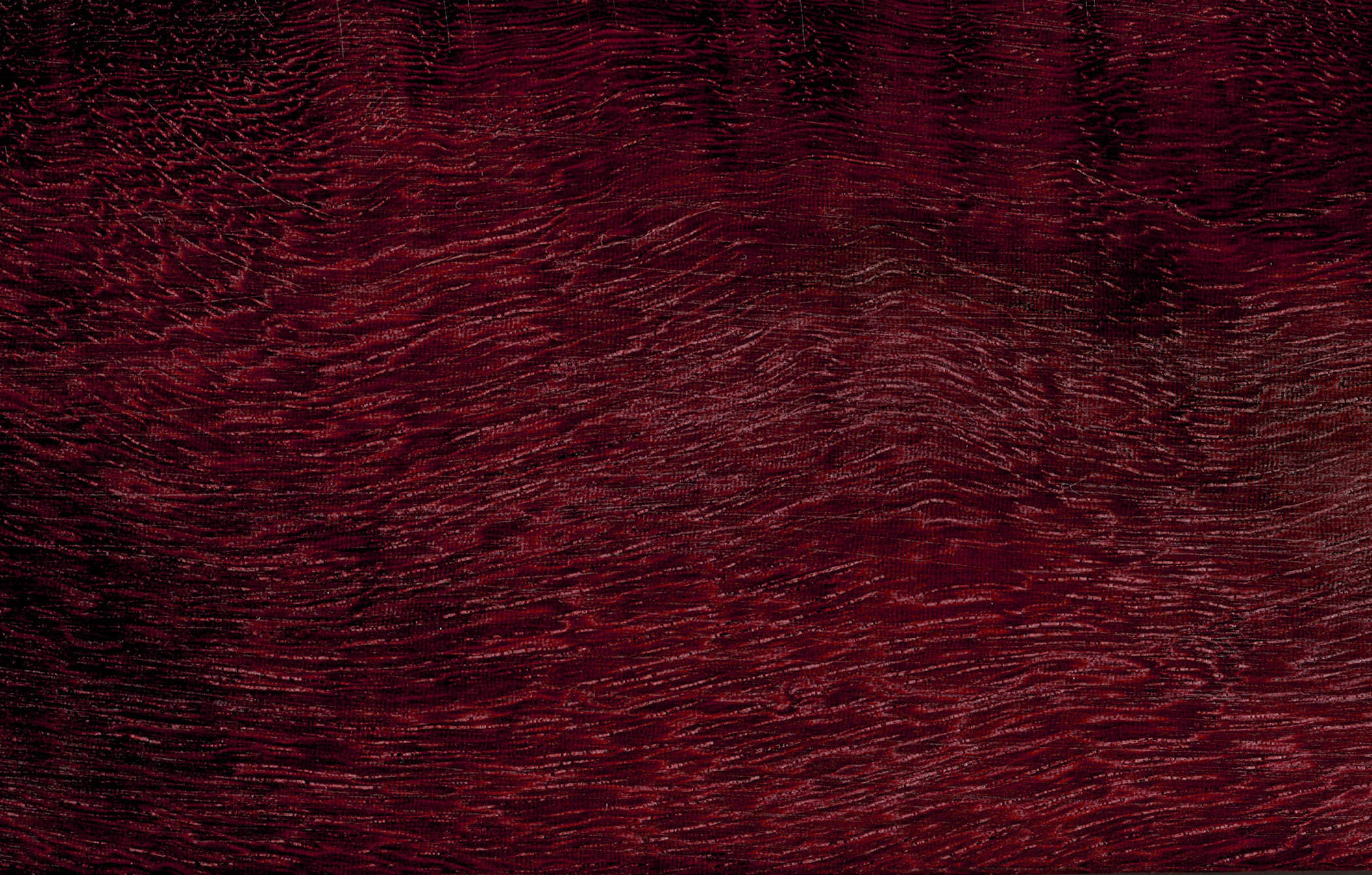
Katalox Holz

## Verwendung
Das dunkle, sehr schwere und sehr harte, beständige Holz, Eisenholz, ist begehrt. Es ist bekannt als Katalox oder Mexican (royal) ebony sowie Bastard rosewood. Es wird auch als Ersatz für Ebenholz genutzt.